# Tralonca
Tralonca (in corso Tralonca) è un comune francese di 94 abitanti situato nel dipartimento dell'Alta Corsica nella regione della Corsica.
Il comune comprende i seguenti centri abitati: Tralonca (capoluogo), Bistuglio e Pecorellu.

## Società

### Evoluzione demografica
Abitanti censiti